# Anomalosiphum tiomanensis
Anomalosiphum tiomanensis är en insektsart. Anomalosiphum tiomanensis ingår i släktet Anomalosiphum och familjen långrörsbladlöss. Inga underarter finns listade i Catalogue of Life.